# خيسوس ألبرتو كانو فيليز
خيسوس ألبرتو كانو فيليز (بالإسبانية: Jesús Alberto Cano Vélez)‏ هو اقتصادي وسياسي مكسيكي، ولد في 7 أغسطس 1950 في المكسيك. حزبياً، نشط في الحزب الثوري المؤسساتي. وقد انتخب عضو مجلس النواب المكسيك.